# Neil Aspinall
Neil S. Aspinall (* 13. Oktober 1941 in Prestatyn, Wales; † 24. März 2008 in New York, USA) war ein britischer Veranstaltungstechniker, Musiker und Geschäftsführer. Er war Roadmanager und persönlicher Assistent der Band The Beatles. Mitunter wird er auch als fünfter Beatle bezeichnet.

## Leben und Wirken
Neil Aspinall war ein Jugendfreund von Paul McCartney und George Harrison am Liverpool Institute for Boys. Aspinall und McCartney besuchten dieselbe Schulklasse, Harrison war im Jahrgang unter ihnen. Aspinall arbeitete zunächst als Beleuchtungstechniker für die Beatles. Anlässlich eines Auftritts der Beatles mit Helen Shapiro und nach einer Anfrage von Shapiros Tourneeleiter Johnny Clapson wurde Aspinall offiziell zum Roadmanager der Beatles. Er chauffierte die Gruppe und ihre Ausrüstung von Auftritt zu Auftritt. Nachdem Mal Evans, der sich mit Aspinall eine Wohnung in der Sloane Street teilte, für die Beatles zu arbeiten begonnen hatte, stieg Aspinall zum persönlichen Assistenten der Beatles auf. In Aspinalls Wohnung entstand dann im Februar 1967 der Anfang des Albums Sgt. Pepper’s Lonely Hearts Club Band.
Als Spieler eher exotischer Instrumente (z. B. Guiro, Maracas und Tambura) in einigen Liedern der Beatles und Background-Vocalist in Yellow Submarine wirkte Aspinall auch als Musiker mit.
Im Jahr 1970 wurde er (mit D. O’Dell und H. Pinsker) Direktor bzw. CEO von Apple Corps Limited (gegründet im Januar 1968). Im Namen der Beatles zog Aspinall gegen Allen Klein, Apple Inc. und die EMI vor Gericht. Aspinall beendete seine Geschäftsführertätigkeit bei Apple im April 2007. Gemeinsam mit seiner amerikanischen Frau Suzy war er Geschäftsführer von Standby Films Ltd. Sie betrieben dieses Unternehmen von ihrem Haus in Twickenham (Middlesex) aus.
Am 24. März 2008 starb Neil Aspinall in der Sloan-Kettering-Krebsklinik in New York mit 66 Jahren an Lungenkrebs. Paul McCartney war eigens aus England angereist, um ihm am Krankenbett beizustehen.